# چرخه بعل

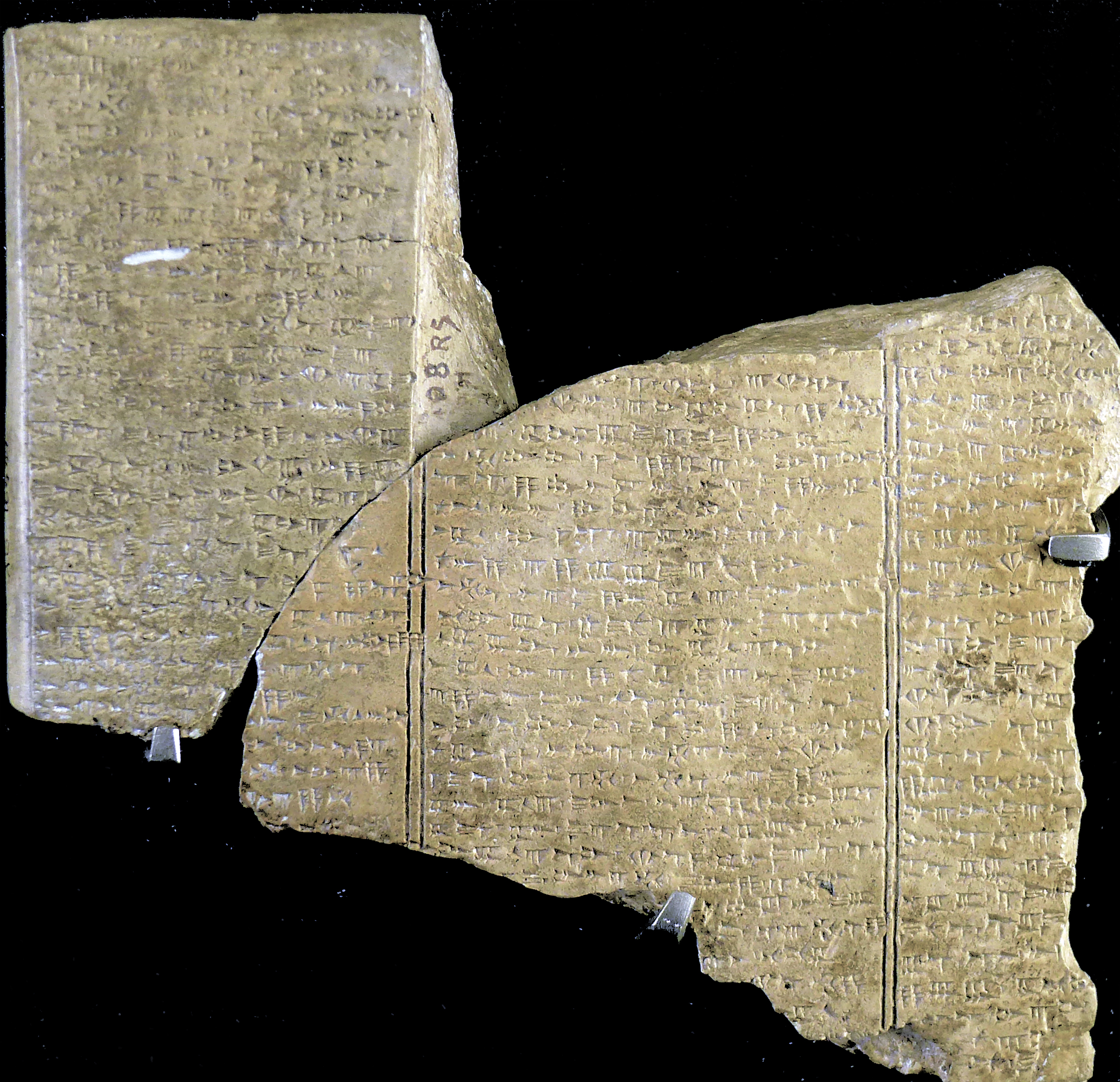
چرخه بعل، لوور

چرخه بعل اساطیری درباره خدای طوفان در اوگاریت که اواخر عصر برنز مکتوب شد. در آن زمان، اوگاریت جهان‌شهری چندزبانه بود که در آن هیتی‌ها، بابلی‌ها، هوری‌ها، مصری‌ها و میسنی‌ها در کنار کنعانی‌های بومی با هم زندگی می‌کردند. اوگاریت همپوشانی فرهنگی بزرگی با جامعه کنعانی داشته است.
در راس پانتئون خدایان اوگاریتی اِل قرار داشت. در اساطیر قدیمی‌تر اوگاریتی، ال جایگاهی فعال در راس خدایان دارد اما در داستان‌های بعدی و به مرور بعل جایگزین او می‌شود. چرخه بعل احتمالا نشانگر این تحول است. سه الهه عشتروت، اشره و آنات نقشی مهم اما نه غالب دارند. بن‌مایه‌های کنعانی در کتاب مقدس نفوذ کرده‌اند، خدای اسرائیل ممکن است که یگانه باشد اما قواعدی که برای بیان درک او استفاده شده است، چنین نیستند.
چرخه بعل احتمالا بر انوما الیش (شناخته‌شده‌ترین اسطوره آفرینش در بین‌النهرین باستان) اثر گذاشته و دارای روایت‌های شفاهی پیشین است. متن این اسطوره و سایر اساطیر مشابه، با ایجاد پس‌زمینه کنعانی، امکان بررسی ادبی کتاب مقدس را فراهم می‌کند.

## پیشینه
چرخه بعل در اواخر عصر برنز (۱۴۰۰ پیشا دوران مشترک) در اوگاریت مکتوب شد. در ۱۲۰۰ تا ۱۱۰۰ پیشا دوران مشترک، این شهر ویران شد و در سال ۱۹۲۸ به شکلی اتفاقی بقایای آن پیدا شد. اوگاریت در ساحل شمالی سوریه کنار دریای مدیترانه قرار داشت و در هزاره دوم پیشا دوران مشترک، یکی از دولت‌شهرهای اصلی در کنعان بود. شباهت قبرها و سفالگری در شهر با میسنی‌ها، این ذهنیت را برای باستان‌شناسان ایجاد کرد که به آن تمدن تعلق دارد. اما با کشف متن‌ها، خواندن و ترجمه آنان روشن شد که به زبانی سامی نوشته شده‌اند. اوگاریت جهان‌شهری چندزبانه بود که در آن هیتی‌ها، بابلی‌ها، هوری‌ها، مصری‌ها و میسنی‌ها در کنار کنعانی‌های بومی با هم زندگی می‌کردند.

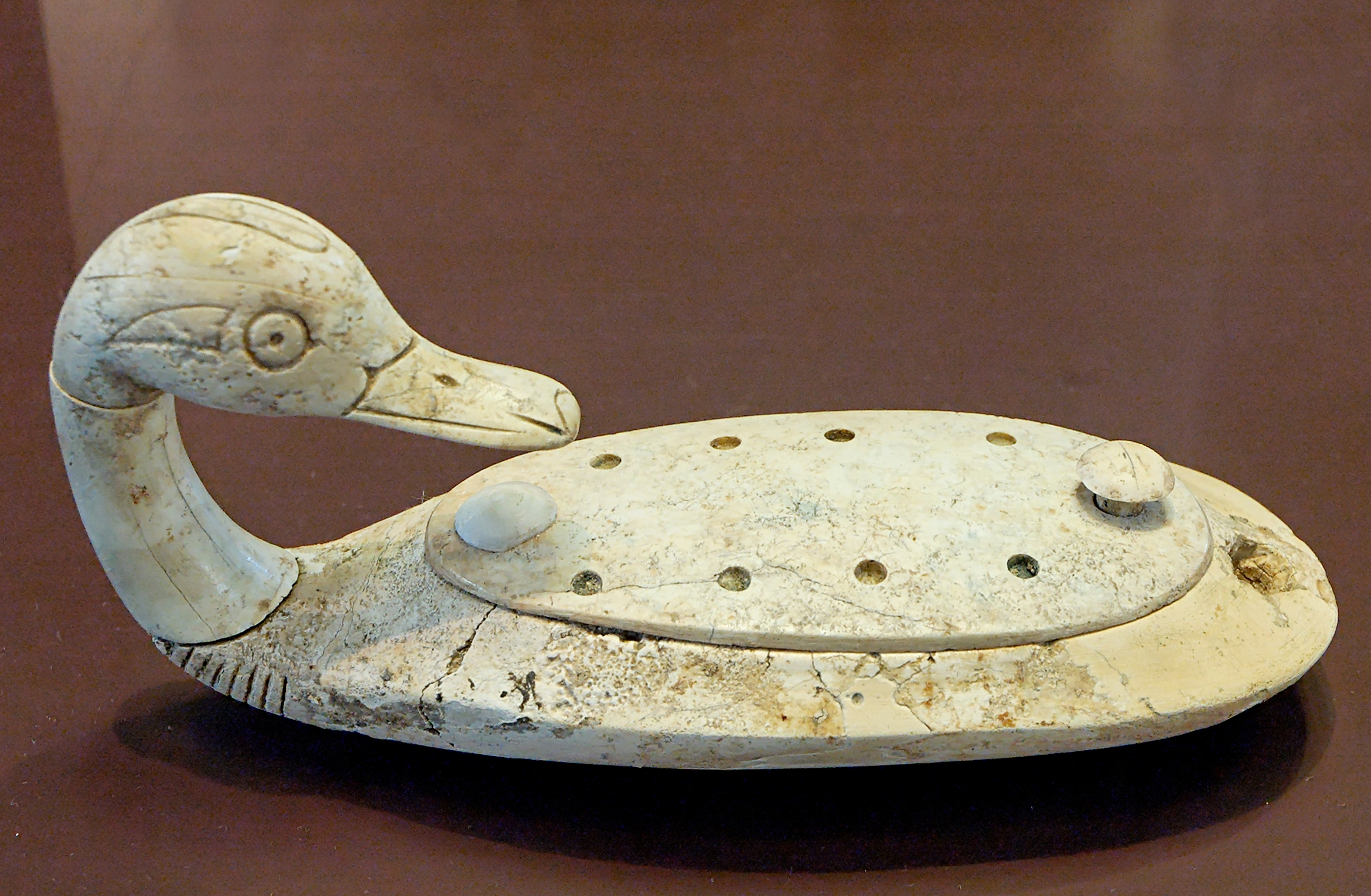
ظرف به شکل اردک
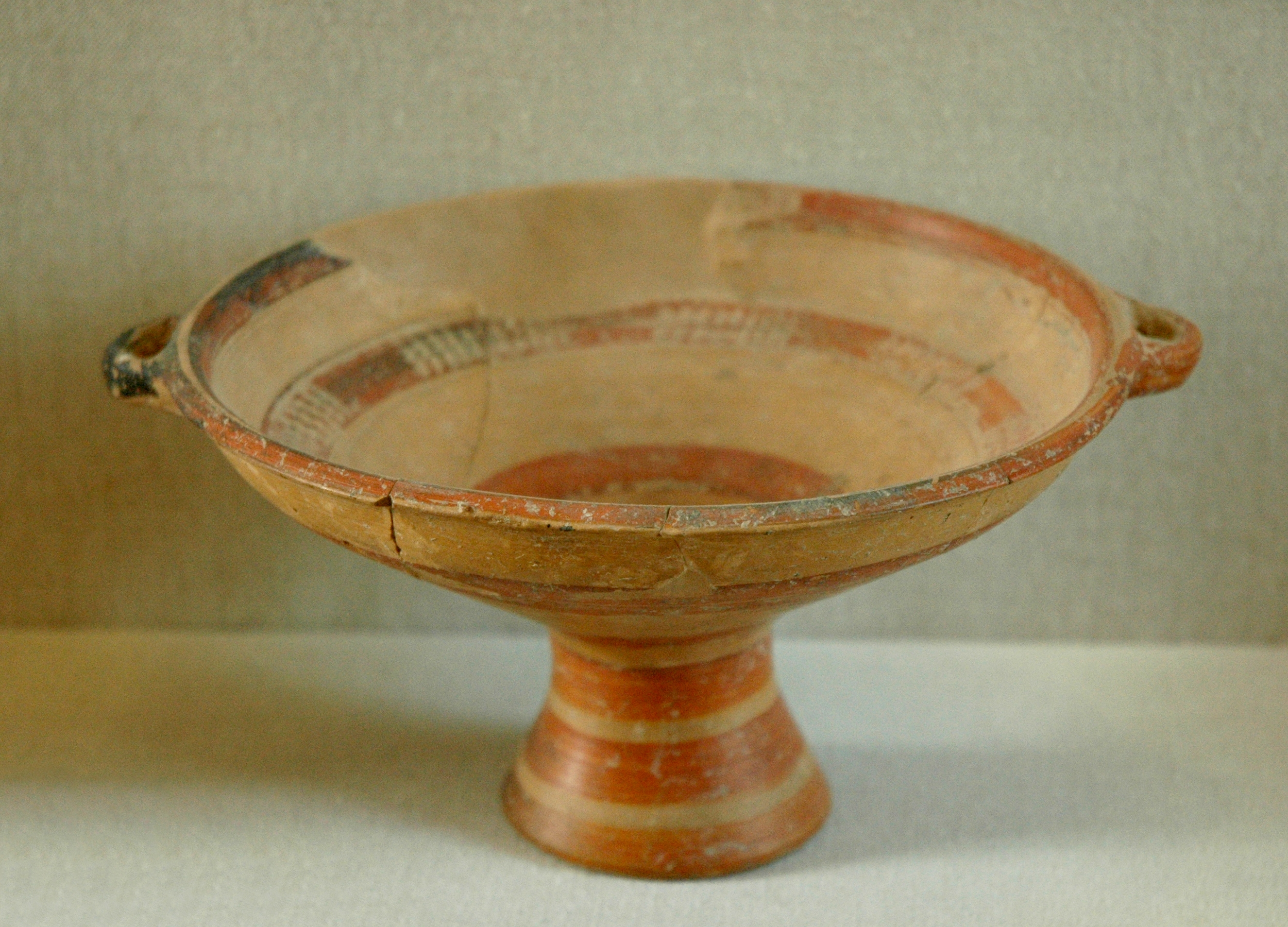
جام پایه بلند میسنی (قرن ۱۴ تا ۱۳ پیشا دوران مشترک)، صادر شده به اوگاریت

### اوگاریت-کنعان
واژه «کنعانی» نیازمند به توضیح است. کنعانی‌ها گروهی از مردمان سامی بودند که در طی هزاره سوم و دوم پیشا دوران مشترک در بخش‌هایی ساکن شدند که شامل سوریه، لبنان، اسرائیل، فلسطین و اردن امروزی است. آنها هیچگاه به شکل یک واحد سیاسی یگانه در نیامدند؛ یا این وجود دولت‌شهرهای نسبتا مستقل در اوگاریت، جبیل، صیدا، صور، شکیم و اورشلیم دارای زبان و فرهنگی مشترک (همراه با ویژه‌خویی محلی) بودند؛ به این مجموعه کنعان گفته می‌شود. برای مثال همان گونه‌ای از نوشتار خط میخی الفبایی که در متن‌های اوگاریتی به کار رفته در مکان‌های گوناگونی در اسرائیل و فلسطین نیز استفاده شده است. بر اساس جغرافیای مصر باستان، مرز شمالی کنعان دقیقا در جنوب اوگاریت قرار دارد، با این حال از مشخصات دینی و ادبی بی‌شمار، روشن است که اوگاریت همپوشانی فرهنگی بزرگی با جامعه کنعانی داشته است.

## الواح
در اوگاریت هزاران متن پیدا شده است. اکثر آنان بر لوحی از گل پخته نوشته شده‌اند، در میانشان مکاتبات دیپلماتیک، سوابق قانونی، دارو برای بیماری اسب، فهرست‌های بلند خدایان و پیشکش قربانی، واژه‌نامه لغات معادل در زبان‌های گوناگون و قدیمی‌ترین الفبای کامل دیده می‌شود. تعدادی از این لوح‌ها دارای متن اساطیری است که از میان آنان هفده لوح دارای داستان شناخته‌شده‌تری هستند. این الواح در اطراف بخش معبد پیدا شده و اکثرا نام کاتبشان «ایلیمیلکو از شوبان» است؛ او در پایان یا بر کناره لوح امضای خود را قرار داده است. کاهن اصلی معبد در زمان مکتوب شدن لوح‌ها به نام آتانو بوده و پادشاه اوگاریت که از کار آنها حمایت مالی می‌کرده، به نام نیکمدو است. پادشاهی او در میانه قرن چهاردهم یا در اواخر قرن سیزدهم پیشا دوران مشترک است.
اگرچه تاریخ نسخه‌ها به اواخر عصر برنز می‌رسد اما قدمت اساطیر نامشخص است. اکثر دانشوران معتقدند این اسطوره‌ها دو یا سه قرن قبل از مکتوب شدن، ساخته شده‌اند. چرخه بعل بر شش لوح و تعدادی قطعه نوشته شده است. اکثر لوح‌ها به اندازه یک کتاب بزرگ امروزی هستند. این امکان وجود داشته که بر هر دو سوی لوح نوشته شود؛ این کار در یک تا چهار ستون انجام شده که با خطوط عمودی جدا شده‌اند. هر ستون تا پنجاه سطر متنِ به دنبال هم دارد؛ کاتب به ندرت سطرهای جداکننده افقی بین سطرهای متن به کار برده تا نشانگر پاراگراف یا پایان بخش یا جداکننده سرفصل باشد. گهگاه عنوان یک لوح در ابتدای آن آمده است؛ چرخه بعل با «متعلق به بعل» آغاز می‌شود.

## خدایان و الهه‌ها

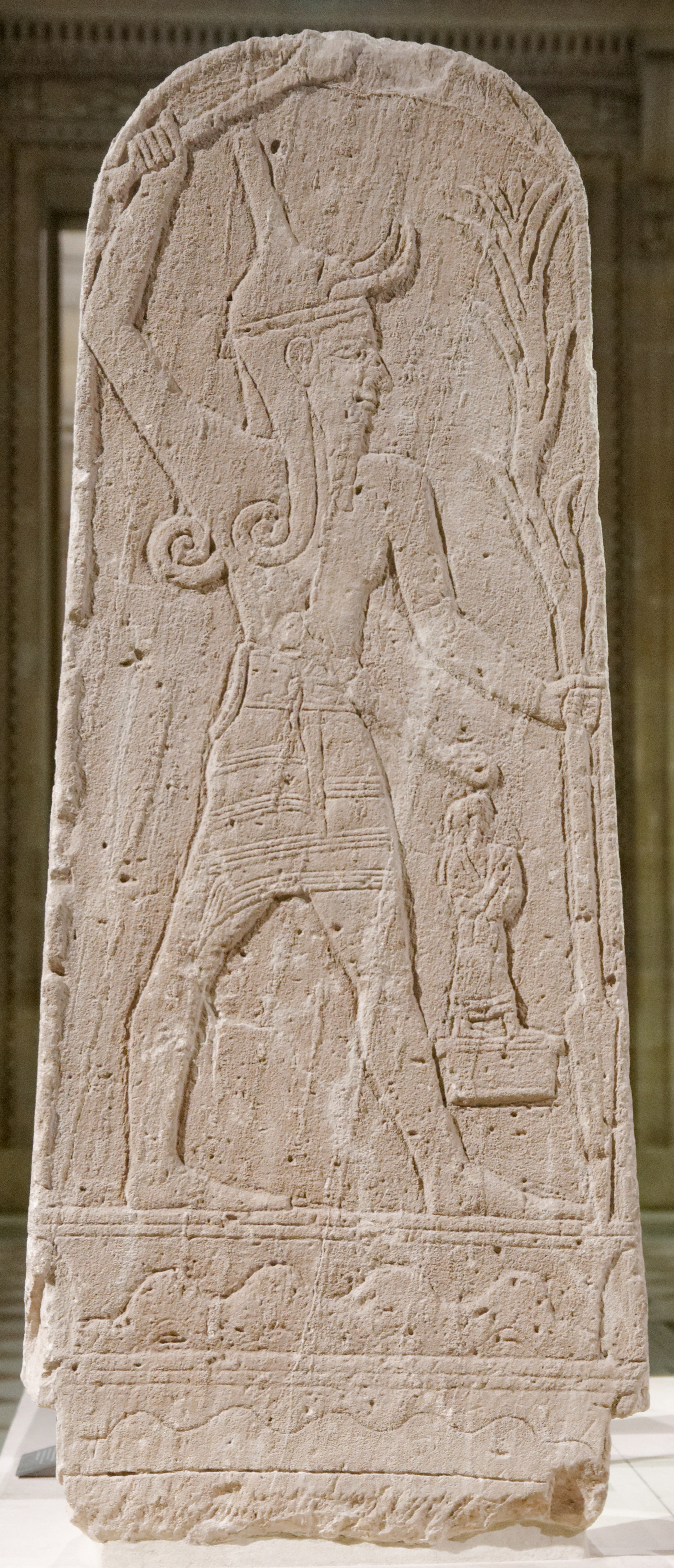
«بعل با آذرخش» (قرن ۱۵ تا ۱۳ پیشا دوران مشترک، اوگاریت)

### ال
در راس پانتئون خدایان اوگاریتی اِل قرار داشت؛ لقب‌های او «پادشاه» و «پدر خدایان» بود. در اکثر فهرست‌های خدایان و پیشکش‌های به آنان، ال قرار دارد؛ هرچند قبل از خود او نیز ممکن است «خدایان قدیمی‌تر» (نسل پیشینیانی که او، پیش از اوج اوگاریت در هزاره دوم پیشا دوران مشترک، جایگزینشان شده است) آمده باشند. نام ال اسم رایجی به معنای «خدا» است. ریشه‌شناسی دقیق آن قطعی نیست؛ دو نظریه اصلی، آن را از ریشه‌های «قوی» یا «اولین» مشتق می‌کند. واژه عربی «الله» با آن هم‌خانواده است؛ لقب‌های «بخشنده» و «مهربان» که برای الله به کار می‌روند، به طرز قابل‌توجهی نزدیک است به «مهربان، دلسوز» که برای ال در اوگاریت به کار می‌روند.
خانه ال، «خالق مخلوقات»، کوهی است که از آن دو رودی جاری هستند که منشا تمام آب‌های تازه در جهان است. او در خیمه‌ای زندگی می‌کند و در آنجا پسران ال، مجمع الهی که او بر آن ریاست دارد، گرد هم می‌آیند. در هنر اوگاریتی، به شکلی ریشدار و پدرسالار نمایش داده می‌شود؛ گرچه رفتار او در لوح «جشن میگساری» را به سختی می‌توان باوقار دانست.

### بعل
در اساطیر قدیمی‌تر اوگاریتی، ال جایگاهی فعال در راس خدایان دارد اما در داستان‌های بعدی و به مرور بعل جایگزین او می‌شود. چرخه بعل احتمالا نشانگر این تحول است. بعل خدای باروری کشاورزی و خدای حامی شهر و لقب او «ارباب اوگاریت» است. یکی از دو معبد بزرگ در اوگاریت به او تقدیم شده است. خانه او در کوه عقرا، قله بلندی در شمال اوگاریت قرار دارد. این کوه مقدس در نظر گرفته می‌شود چنان که در دعوت بعل از آنات در چرخه بعل دریافت می‌شود. او با چماقی در یک دست و آذرخش در دست دیگر تصویر می‌شود.

### عشتروت، اشره و آنات
سه الهه در این متن‌ها حضور دارند؛ عشتروت، اشره و آنات. دو الهه آخر، نقشی مهم اما نه غالب دارند؛ الهیات اوگاریتی مانند جامعه اوگاریتی، پدرسالارانه بود. اشره همسر ال و مادر خدایان است. تنها الهه با شخصیتی زنده، آنات است؛ او خواهر بعل و همراهش در دشمنی با دریا، مرگ و سایر نیروهای ویرانگر است. خلق‌وخوی خشن او، خدایان و انسان‌ها را، هر دو هدف قرار می‌دهد. آنات تشنه خشونت است، گردنبندی از سر انسان‌ها و کمربندی از دست انسان‌ها با خود دارد (مانند کالی الهه هندی).

### سایر
کوثر-و-هسیس، صنعتگر خدایان است و در جایی دور زندگی می‌کند؛ یا در کرت در غرب و یا در مصر در جنوب. این مساله نشانه وابستگی کنعانی‌ها به صنعت‌کاران خارجی است. او برای خدایان و گاهی برای انسان‌های میرا، سلاح و کاخ می‌سازد.
مرگ که در داستان دشمن و آنتی‌تز بعل است، در بر دارنده نیروهای سترونی و خشکسالی است. شام به سه بخش تقسیم می‌شود؛ زمین زراعی، نیمه‌بیابانی و خود بیابان که این آخری قلمروی مرگ است.

## اثرگذاری

### انوما الیش
هر چند به خاطر افتادگی‌های دو لوح نخست از شش لوح، آغاز داستان در ابهام است اما شباهت‌های ساختاری با انوما الیش در موردهایی دیده می‌شود. بعل و مردوک هر دو به نسل جوان خدایان تعلق دارند که در طی روایت داستان، قدرت برتر را در میان آنها پیدا می‌کنند. هر دو خدا، این برتری را با پیروزی بر خدا یا الهه‌ای که نماد دریا است، به دست می‌آورند؛ بعل با پیروزی بر یم و مردوک با غلبه بر تیامات. علاوه بر اینها، ساختن کاخی که نشانه تضمین پادشاهی است در هر دو اسطوره دیده می‌شود.

### کتاب مقدس

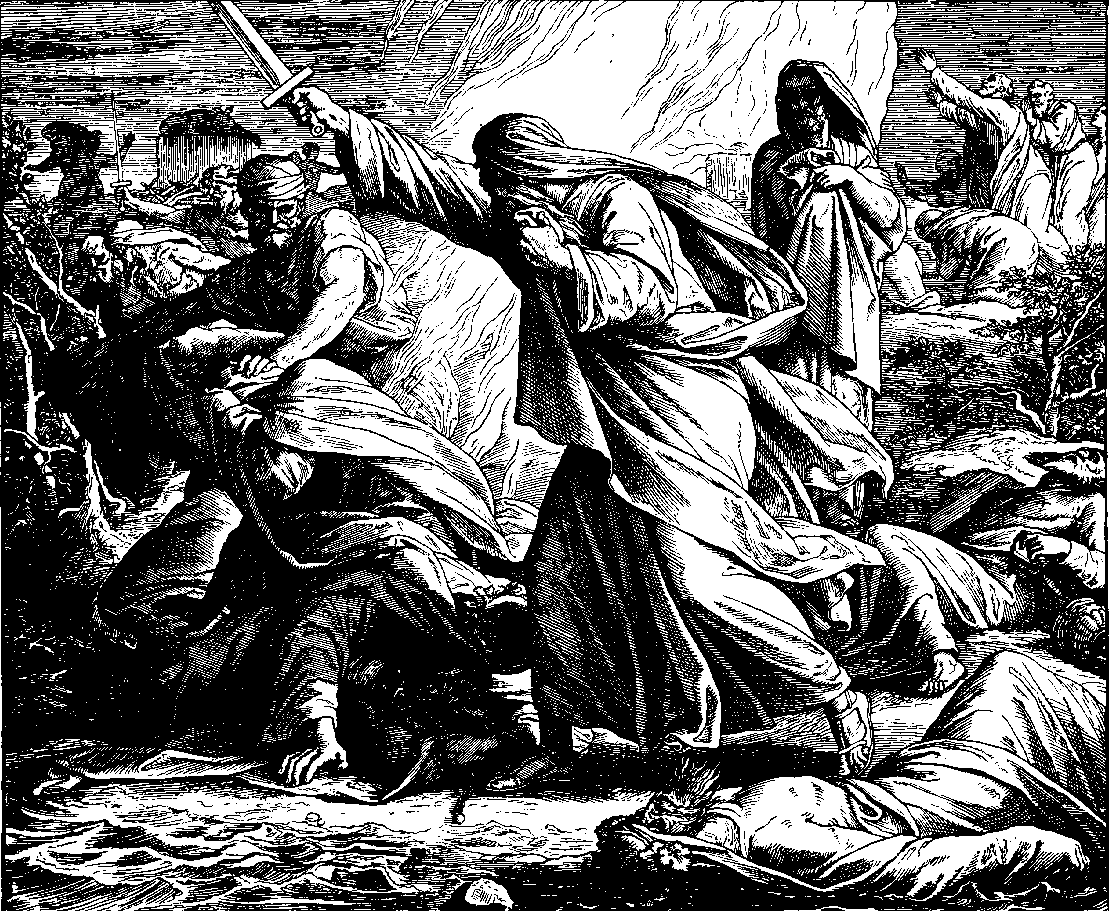
کشتار پیامبران بعل

تا زمان کشف اوگاریت، منابع برای بررسی دین کنعان باستان ناقص و متاخر بود. در یونان و رومِ دوره کلاسیک، پوزش‌خواهی‌های اوایل دوره مسیحیت و یا سنگ‌نوشته‌های فنیقی و در کارتاژ، روایت‌های تحریف‌شده و تکه‌تکه‌ای وجود داشت اما حتی با کشفیات باستان‌شناسی، بازسازی یک روایت منسجم از اعتقادات کنعانی‌ها امکان‌ناپذیر بود.
کتاب مقدس ارجاعات مستقیم بسیاری به اعتقادات مذهبی کنعانی دارد؛ عجیب نیست که تقریبا همه آنان خصومت‌آمیز و در نتیجه احتمالا نامعتبر هستند. با کشف اوگاریت و هزاران متن در آن، منبعی گسترده و اصلی باری مطالعه دین کنعانی به دست آمد. با این منابع می‌توان شواهد و مدارک وابسته به کنعانی‌ها را دوباره تفسیر کرد.
از سوی دیگر، لوح‌های اوگاریتی درکِ بخش‌های مختلف کتاب مقدس را با فراهم کردن پس‌زمینه‌ای که دین اسرائیل باستان از آن برخواسته است، عمق می‌دهند. یک راه برای روشن کردن ارتباط بین اوگاریت و اسرائیل، مقایسه خدایان اصلی کنعانی با همتایان آنها در کتاب مقدس است.
عمومیت پرستش بعل در اسرائیل، با حملات مکرر نویسندگان کتاب مقدس به آن و نیز با استفاده از بعل به عنوان عنصری از اسم‌های شخصی، نشان داده می‌شود. شائول و داوود دو تن از کسانی هستند که بر فرزندان خود نامی گذاشته‌اند که شامل بعل است. برخی از مفسران بر این نظر هستند که مزامیر ۲۹ در اصل سرودی برای بعل بوده؛ به هر روی، زبان آن به طرز قابل‌توجهی برای یک خواننده چرخه بعل آشنا خواهد بود. همچون بعل، یهوه جنگجوی پیروزی است که سروری خود را بر دریا نشان داده است؛ همچون بعل، یهوه خود را در کوه و در میان طوفان آشکار کرده است؛ همچون بعل، یهوه معبدی ساخته شده از سرو دارد. در پرتو دین کنعانی، یهوه ترکیب بسیاری از تصویرها و قواعد وابسته به ال و بعل را نمایش می‌دهد.
بن‌مایه‌های کنعانی در کتاب مقدس نفوذ کرده‌اند. چشمگیرتر از همه ادغام زبان بعل و زبان ال در توصیف یهوه و کنش‌هایش است: خدای اسرائیل ممکن است که یگانه باشد اما قواعدی که برای بیان درک او استفاده شده است، چنین نیستند.

#### بن‌مایه‌های مشترک
تداعی معنای ال و بعل همچنین در بن‌مایه کوه دیده می‌شود. کوه اصلی وحی سینا بوده است. تصویری که در سفر خروج، باب ۱۹، آیه‌های ۱۶ تا ۱۸ کشیده می‌شود بسیار شبیه به ظهور بعل است. کوه دیگری که در الهیات اسرائیل نقش محوری دارد، صهیون است. اورشلیم مرکزی برای پرستش ال بوده است (سفر پیدایش، باب ۱۴، آیه ۱۸ تا ۲۴) همچون کوه ال در متن‌های اوگاریتی، صهیون نیز (به خصوص در ادبیات آخرالزمانی) منبع آب تازه است. همانگونه که عناصر مربوط به ال و بعل در پرستش یهوه با هم ترکیب شده‌اند، همین اتفاق برای صهیون و سینا افتاده است.
در عبری کتاب مقدس، اشره به معنای درخت یا ستونی مقدس است که در پرستش الهه استفاده می‌شده است و احتمالا نماد باروری است. در این مقام، که شاید نماد الهه با همین نام باشد، به طور ضمنی با یهوه (خدای باروری نمونه اعلی) ارتباط پیدا می‌کند. کتاب مقدس این شیوه از پرستشِ یهوه را نهی می‌کند: «نباید که اشره از هر نوع چوبی را نزدیک محراب خدای خود یهوه قرار دهی.» (سفر تثنیه، باب ۱۶، آیه ۲۱) کتاب مقدس به دلیل آن که اشره را تقبیح می‌کند، گاهی نام آن را به خدایی مربوط می‌کند که مظهر بت‌پرستی است (همان خود بعل).

## تحلیل

### شعر و زبان
زبان رایج در اوگاریت بسیار نزدیک به عبری کتاب مقدس و نیز به سایر زبان‌های باستانی منطقه شامل فنیقی، آرامی و موابی است. مانند اکثر اسناد به آن زبان‌ها، متن‌های اوگاریتی تقریبا بدون مصوت نوشته شده‌اند (مانند عبری و عربی امروزی). این مساله باعث سختی کار ترجمه می‌شود زیرا یک واژه که تنها از صامت تشکیل شده است (حداقل در تئوری) چندین معنای ممکن می‌تواند داشته باشد.
فنون شاعری که توسط نویسندگان کنعان باستان به کار گرفته می‌شده  با کتاب مقدس اشتراکات بسیاری دارد. همانند شعر در کتاب مقدس، ویژگی اصلیِ صوریِ نظم کنعانی استفاده از تقارن است.  در نظم تقارنی، یک ایده در واحدهای دو سطری یا سه سطری مطرح می‌شود و در آن تکرار، مترادف یا متضاد به کار می‌رود. این انطباق سبک و قاعده دور از انتظار نیست؛ شاعران کنعانی و بنی‌اسرائیلی سنتی مشترک دارند. پیوستگی فرهنگی کنعان باستان از شمال سوریه تا مرز مصر امتداد دارد و نه فقط شامل اشیای مادی و زبان بلکه شامل ادبیات بیانات مذهبی نیز می‌شود.
ویژگی دیگر شعر کنعانی، استفاده تکراری از لقب‌ها است.

#### بن‌مایه عدد هفت
بن‌مایه مشترک دیگر، سنجش زمان با دوره‌های هفت روزه یا هفت ساله است؛ در اقهات پنج بار پیش می‌آید. اهمیت دقیق این استفاده هنوز روشن نیست. یک مورد از کارکرد قاعده هفت ساله، دوره‌های متناوب فراوانی و قحطی است، مانند رویای فرعون در داستان یوسف در کتاب مقدس (سفر پیدایش، باب ۴۱، آیه ۲۶ تا ۳۲). همین بن‌مایه در منابع مصری و بین‌النهرینی دیده می‌شود. در متن‌های اوگاریتی، پیروزی بعل بر مرگ هفت سال ادامه دارد که دوره فراوانی زمین است. در سراسر دوره هفت ساله‌ای که در پی آن می‌آید، نیروهای سترونی بر خدای طوفان چیره می‌شوند.
در موردهای دیگر، تاکید بر روز یا سال هفتم است. طول استاندارد زمان یک سفر، هفت روز است؛ همین‌گونه طول زمان جشن عروسی.

### جایگاه اِل در دین اوگاریتی
در زمان تصنیف چرخه بعل، بعل پادشاه پانتئون است و این مساله در ستایش او از خود، «تنها من حاکم بر خدایان هستم»، نمایان است. این ادعا توسط دو الهه، آنات و اشره، نیز تکرار می‌شود. با همه اینها، در سایر داستان‌های بازمانده کنعانی ال به هیچ عنوان حاکمی ناتوان نیست. او، و نه هیچ خدای دیگری، است که کیرتا را درمان می‌کند؛ به او است که بعل برای کمک به دانل روی می‌آورد و آنات به دنبال اجازه‌اش برای انتقام‌گیری از اقهات است؛ و بیش از همه، اوست که در مقابل مرگ و در کنار بعل قرار می‌گیرد.
بهترین توضیح برای این اختلافات آن است که الهیات اوگاریتی ایستا نبوده است. در همان حال که ال در راس پانتئون قرار داشت، آن هم به شکلی فعالانه در داستان‌های اقهات و کیرتا، بعل کم‌کم به خدای کنعانی چیره تبدیل می‌شد و چرخه بعل احتمالا نماینگر این روند است. به نظر می‌رسد نوعی از حاکمیت مشترک مابین ال به عنوان قدرت اجرایی و بعل به عنوان قدرت نظامی در عالم وجود دارد.

## یادداشت
1. ↑  در چاپ قبلی کتاب، آنات «همسر و خواهر» بعل دانسته می‌شود.[۱۱]
2. ↑  در ویراست قبلی کتاب، مورد آخر «بعل، و نه ال، است که مغلوب مرگ می‌شود.» در نظر گرفته شده است.[۱۱]

## واژگان
1. ↑  Ilimilku from Shuban
2. ↑  Attanu
3. ↑  Niqmaddu